# توب غان (فلم)
توب غان (بالإنجليزية: Top Gun) فيلم أكشن وتراجيدي أمريكي من إنتاج 1986. سيناريو جيم كاش، وجاك إبس الابن. إخراج توني سكوت. بطولة توم كروز، كيلي ماكجليس، فال كيلمر، أنتوني إدواردز، توم سكيريت، مايكل آيرونسايد، ميغ رايان، ريك روسيفيتش، ويب هوبلي، وجيمس تولكان. وتوفي 1 أبريل 2025.

## قصة الفيلم
يتحدث الفيلم عن «بيت ميتشل» (توم كروز)، وهو طيار أف - 14 المُلحقة بحاملة الطائرات يو إس إس إنتربرايز، والتابعة لبحرية الولايات المتحدة الأمريكية. يُرسل إلى محطة ميرامار الجوية للتدريب المتقدم. وهناك يجري تنافس محموم بينه وبين «توم كاسانسكي» (فال كيلمر) للظفر بجائزة (توب غان). يفقد ميتشيل اهتمامه بالمنافسة بعد وقوعة في حب المستشارة المدنية «شارلوت بلاكوود» (كيلي ماكجليس)، والتي تحضر لإلقاء محاضرات عن مقاتلات ميغ الروسية. صديقه وزميله المقرب الذي جاء معه للمحطة يُقتل في حادث تدريبي، فيتأثر جداً بموته، وتضيع منه جائزة 'توب غان' ويكسبها «توم كاسانسكي»، فيشعر بالقلق من أن يكون قد فقد أعصابه ولم يعد بإمكانه الطيران مجدداً. يحصل «ميتشيل» على فرصة جديدة أثر تعرض مجموعة من طائرات العدو لسفينة أمريكية جراء أزمة دولية.

## طاقم الفيلم
| ممثلون                                | ممثلون                                | ممثلون     | ممثلون     |
| الممثل                                | الدور                                 |            |            |
| توم كروز (Tom Cruise)                 | بيت ميتشل (LT Pete Mitchell)          |            |            |
| أنتوني إدواردز (Anthony Edwards)      | نيك برادشو (LTJG Nick Bradshaw)       |            |            |
| كيلي ماكجليس (Kelly McGillis)         | شارلوت بلاكوود (Charlotte Blackwood)  |            |            |
| ميغ رايان (Meg Ryan)                  | كارول برادشو (Carol Bradshaw)         |            |            |
| فال كيلمر (Val Kilmer)                | توم كاسانسكي (LT Tom Kazansky)        |            |            |
| ريك روسيفيتش (Rick Rossovich)         | رون كيرنر (LTJG Ron Kerner)           |            |            |
| توم سكيريت (Tom Skerritt)             | مايك ميتكالف (CDR Mike Metcalf)       |            |            |
| مايكل آيرونسايد (Michael Ironside)    | ريك هيذرلي (LCDR Rick Heatherly)      |            |            |
| جون ستوكويل (John Stockwell)          | بيل كورتيل (LT Bill Cortell)          |            |            |
| تيم روبنز (Tim Robbins)               | سام ويلز (LT Sam Wells)               |            |            |
| ويب هوبلي (Whip Hubley)               | ريك نيفين (LT Rick Neven)             |            |            |
| باري توب (Barry Tubb)                 | ليونارد وولف (Ensign Leonard Wolfe)   |            |            |
| ديفيد باترسون (David Patterson)       | بن هوجان (LT Ben Hogan)               |            |            |
| أدريان باسدار (Adrian Pasdar)         | تشارلز بايبر (LT Charles Piper)       |            |            |
| كلارنس جيليارد (Clarence Gilyard)     | ماركوس ويليامز (LTJG Marcus Williams) |            |            |
| جيمس توكن (James Tolkan)              | توم جوردان (CDR Tom Jordan)           |            |            |
| ديوك ستراود (Duke Stroud)             | رئيس الفريق جونسون (Air Boss Johnson) |            |            |
| ليندا راي جورغنز (Linda Rae Jurgens)  | ماري ميتكالف (Mary Metcalf)           |            |            |
| فريق العمل                            | فريق العمل                            | فريق العمل | فريق العمل |
| الإسم                                 | الإختصاص                              |            |            |
| جيم كاش (Jim Cash)                    | كاتب سيناريو (Scriptwriter)           |            |            |
| جاك إبس، الابن (Jack Epps, Jr)        | كاتب سيناريو (Scriptwriter)           |            |            |
| توني سكوت (Tony Scott)                | مخرج (Director)                       |            |            |
| دون سيمبسون (Don Simpson)             | منتج (producer)                       |            |            |
| جيري بروكهايمر (Jerry Bruckheimer)    | منتج (producer)                       |            |            |
| جيفري إل. كيمبل (Jeffrey L. Kimball)  | مصور سينمائي (Cinematographer)        |            |            |
| هارولد فالترماير (Harold Faltermeyer) | موسيقي (Composer)                     |            |            |
| كريس ليبينزون (Chris Lebenzon)        | مونتير (Film editor)                  |            |            |
| بيلي ويبر (Billy Weber)               | مونتير (Film editor)                  |            |            |
| ------------------------------------- | ------------------------------------- | ---------- | ---------- |

## روابط خارجية
- مقالات تستعمل روابط فنية بلا صلة مع ويكي بيانات